# Spisak slučajeva kanibalizma
Ovo je spisak incidenata kanibalizma, ili antropofagije, kao konzumacija ljudskog mesa ili unutrašnjih organa od strane drugih ljudi. Izvještaji o ljudskom kanibalizmu datiraju unazad do praistorijskih vremena, a neki antropolozi sugerišu da je kanibalizam bio uobičajen u ljudskim društvima već u Paleolitiku. Istorijski, brojne plemenske organizacije su se bavile kanibalizmom, iako se smatra da vrlo malo njih i danas praktikuje ovu praksu.

## Praistorija
- U pećini Moula-Guercy u Francuskoj pronađene su kosti šest neandertalaca stare oko 100 000 godina, slomljene od strane drugih neandertalaca tako da se iz njih mogu izvaditi srž i mozak. Slični ostaci pronađeni su u pećini Sidron u Španiji.[1]
- Postoje hipoteze koje povezuju kanibalizam sa izumiranjem neandertalaca. Kuru bolest, koja se prenosi putem kanibalizma, moguć je razlog nestanka ove podvrste.[2][3]
- Ostaci kostiju u Engleskoj pokazuju da se kanibalizam praktikovao na ovoj teritoriji pre oko 15 000 godina.[4][5]

## Istorija do prvog veka p. n. e.
- Falaris je bio vladar grada Agriđenta na Siciliji od 570. do 554. p. n. e. Smatra se da je konzumirao odojčad.[6]
- Tokom Peloponeskog rata (5. vek p. n .e), Atinjani su doveli korintsku koloniju Potideju u stanje prinudnog kanibalizma, prema atinskom istoričaru Tukididu.[7]
- Tokom Prvog mitridatskog rata (1. vek p. n. e), Atinjani su bili primorani na kanibalizam ne bi li svi umrli od gladi. Ovo potvrđuje pisani izvor Apijana iz Aleksandrije, ali i moderni arheološki nalazi.[8]
- Grčki pisac Strabon tvrdio je da su neki Skiti i Sarmati kanibali, dok su drugi vegetarijanci.[9]

## Prvi milenijum
- Žena po imenu Marija od Betezube je tokom opsade Jerusalima 70. godine navodno pojela svog novorođenog sina ne bi li preživela.[10]
- Jeronim Stridonski tvrdio je da su Atakoti (narod koji je živeo u Britaniji) kanibali i da smatraju ljudsku zadnjicu i grudi poslasticom.[11]
- Godine 409, Vizigoti su pod komandom Alariha I preuzeli kontrolu nad Rimom ubeđujući Rimljane da postave Priska Atala kao uzurpatora umesto legitimnog cara Honorija. Da bi povratio kontrolu, Honorije je blokirao gradske luke, što je dovelo do gladi u kojoj su „neke osobe bile osumnjičene da su jele ljudsko meso“, kako piše istoričar Sozomen. Ljut što je izgubio grad, Alarih je ponovo opsedao Rim, konačno ga osvojio i opljačkao. Prema Jeronimu Stridonskom, opsada je dovela do još jedne okrutne gladi, u kojoj su „izgladneli ljudi pribegavali odvratnoj hrani i kidali jedan drugom ud po ud da bi imali meso da jedu. Čak ni majka nije poštedela bebu sa svoje dojke“. Prokopije iz Cezareje slično piše da su „Rimljani... uništeni glađu i drugim patnjama... kušali jedni druge.“ Drugi istoričar tog doba, Pavle Orozije, „naslikao je sasvim drugačiju sliku, izveštavajući da je pljačka dovela do malog gubitka života, ako ga uopšte ima“, i ne pominjući ikakav kanibalizam. Nejasno je koji izvor je bliži istini, ali arheološki dokazi pokazuju da je nekoliko zgrada uništeno, što ukazuje na relativno blagu štetu. S druge strane, stanovništvo grada se smanjilo sa 800 000 stanovnika pre opsade na manje od 400 000 devet godina kasnije.[12][13]
- Car Vu od Lianga je u južnoj Kini dozvolio da ratni zatvorenici menjaju hranu. Držani su u kavezima i vađeni kad bi bilo potrebe za mesom. Par godina kasnije, general Hou Jing je ubijen i delovi njegovog tela su navodno usoljeni raspoređeni po regijama koje su zbog njega najviše propatile. Konzumiran je u vidu čorbe.[14]
- Krajem dinastije Suej, bogataš Čžuge Ang je na svojoj gozbi stotinama gostiju poslužio braću blizance skuvane sa svinjama i ovcama. Zbog ovog i sličnih događaja, Čženg Ji je rekao da „se bogati nadmeću u bogatsvu, sportu koji podrazumeva nadmetanje u kanibalizmu“ ne bi li oduševili goste egzotičnom hranom.[15]
- Posle Bitke na Uhudu, Hind bint Utba je pojela (ili bar pokušala pojesti) jetru Hamze ibn Abdul-Mutaliba, strica proroka Muhameda. Jetra se tad smatrala „sedištem života“.[16] Iako se tad borila protiv njegovog širenja, Hind je nekoliko godina kasnije prešla u islam.
- Tokom Opsade Suijanga 757. godine, branitelji grada su pojeli do 30 000 civila.[14]

## Od jedanaestog do petnaestog veka
- Neposredno posle Progona Severa, ljudi su bili prinuđeni da se prepuste kanibalizmu ne bi li preživeli.[17]
- Krstaši su verovatno praktikovali kanibalizam tokom opsada Marata i Antiohije.[18]
- Tibetanski budisti su ritualno konzumirali meso umrlih ljudi za koje se verovalo da su sedam puta rađani kao Bramani. Verovalo se da će im ovo pomoći na putu ka otkrovenju.
- Valdenzi su optuživani za kanibalizam u izveštajima inkvizitora.[19]
- Nekoliko evropskih hroničara, poput Matveja Parisa, prijavilo je da su se Mongoli bavili kanibalizmom. Đovani Plano Karpini je izjavio da su to uradili samo iz nužde, ali Simon od Sen Kentena je verovao da su Mongoli motivisani zadovoljstvom i željom da unesu strah svojim neprijateljima.[20] Kineski pisac koji je živeo tokom mongolske dinastije Juan takođe se žalio na njihov kanibalizam, kritikujući da mongolski vojnici nisu oklevali da žrtvuju civile za svoje kulinarsko zadovoljstvo: „Mala deca su bila najcenjenija; žene su bile sledeće, a muškarci ponajmanje." Takođe je kritikovao njihovu okrutnost, navodeći da su žrtve pečene žive (na gvozdenim rešetkama) ili žive kuvane (tako što su ih stavljali „u duplu vreću... koja je stavljena u veliki lonac“). Song Ši (Istorija Songa) napisan tokom dinastije, kao i kasnije hronike pisane o njoj, beleži da su deca i slabi ubijani i pojedeni tokom ratnih pohoda u to vreme.[21]
- Velika glad (1315–1317) obeležena je ekstremnim nivoima kanibalizma.[22][23][24]
- Plemena Akokisa i Atakapa na teritoriji današnjeg Teksasa su praktikovala kanibalizam.[25][26]
- Karibi su ritualno praktikovali kanibalizam.[27]
- Pleme Pakaanova je praktikovalo endokanibalizam, specifično konzumiranje leševa.[28]
- Tokom suše 1200. i 1201. godine, kanibalizam je bio praktikovan u regiji oko Nila.[29]
- Asteci su praktikovali kanibalizam, ali učestalost i kontekst ovoga nije siguran.[30][31]
- Narod Korovai (Kolufo) je tvrdio da još uvek praktikuje kanibalizam ne bi li privukao turiste.[32]
- Arheolozi su našli dokaze da je kanibalizam bio prisutan oko 1150. na teritoriji današnjeg Novog Kolorada.[33]
- Đovani do Aleramiči, markiz Monferata, umro je 1305. godine. Njegov lični lekar je optužen da ga je otrovao, te je izboden na smrt od strane Aleramičijevih vazala. Oni su potom, pema hroničaru Guljelmu Venturi, jeli njegovo meso.[34]
- U Ferari je 1385. izbila pobuna zbog oporezivanja. Markiz je pobunjenom narodu predao čoveka zaduženog za poresku politiku, Tomasa da Tortonu. Njegovo srce i jetra su izvađeni i pojedeni, dok su pojedini delovi njegovog tela okačeni u luci kao upozorenje.[34]
- Pred kraj Stogodišnjeg rata (1438), prijavljeno je da je žena u Abevilu ubila, raskomadala njegove sinove i sačuvala njihove leševe u soli pripremajući se za predstojeću glad.[35][36]
- Istoričar Pjero Kamporezi (1988) govori o nasilnim aristokratskim svađama u ranoj modernoj Italiji. U jednom slučaju žrtvi je srce izvađeno iz tela i zagrizeno. U drugom slučaju, muškarac je mučen i ubijen pre nego što mu je izvađena utroba. Nakon što su mu izgrizli creva, njegovi napadači su ga nastavili da „seku na male komade da bi uklonili salo, jer je bio mlad, verovatno dvadeset osam godina, visok i vitak. Po Kamporesijevom mišljenju, naglasak na mladosti i stasu žrtve odaje nameru da se ova mast proda „farmakolozima-lekarima“ koji bi smatrali da je „korisna za sve nervne bolesti“. S obzirom na dokaze o trgovini kanibalističkom medicinom, zaključak je vrlo uverljiv.[37]

## Šesnaesti vek
- Grupa militanata Kizilbaša pojela je leševe svojih neprijatelja nakon što je zauzela tvrđavu u istočnom Iranu.[38]
- Alvar Nunjes Kabesa de Vaka (Álvar Núñez Cabeza de Vaca) zajedno sa drugim španskim konkvistadorima počinio je kanibalizam nakon brodoloma.[39]
- Dana 21. jula 1514, zarobljeni vođa mađarskih pobunjenika Đerđ Doža osuđen je da sedi na zagrejanom gvozdenom prestolu i primoran da nosi krunu i skiptar od zagrejanog gvožđa (rugajući se njegovoj ambiciji da bude kralj). Dok je on stradao, do ovog prestola je dovedena povorka od devet prethodno izgladnelih saboraca. Zatim su dželati izvadili klešta iz vatre i zasekli ih u Dožinu kožu. Nakon što su mu pocepali meso, preostalim pobunjenicima je naređeno da ugrizu mesta gde su bila ubačena vrela klešta i da progutaju meso. Trojica ili četvorica koji su odbili jednostavno su isečeni, što je navelo ostale da se povinuju. Na kraju je Doža umro od muke, dok su pobunjenici koji su poslušali pušteni na slobodu.[40]
- Dva Francuza po imenu Pjer Burgo i Mišel Verden pogubljeni su 1521. zbog ubistva i likantropije nakon što su priznali da su ubili i pojeli šestoro dece dok su se pretvarali u vukove nakon što su sklopili pakt sa klanom veštica.[41]
- Od 16. veka, neobičan oblik medicinskog kanibalizma postao je rasprostranjen u nekoliko evropskih zemalja, za koji su hiljade egipatskih mumija mlevene i prodavane kao lek. Praksa se razvila u široko rasprostranjen posao gde je visoka potražnja dovela do falsifikovanja mumija korišćenjem evropskih leševa sa vešala. Smatralo se da prah napravljen od mumija zaustavlja unutrašnje krvarenje i da ima druga lekovita svojstva. Ova praksa je cvetala sve do ranog 18. veka, a nekoliko slučajeva je još uvek bilo ponuđeno u medicinskim katalozima početkom 20. veka.[42][43][44][45][46]
- Francuski doseljenici iz mesta Šarlfor-Santa Elena (Južna Karolina) su pribegli kanibalizmu 1563. dok su bežali nazad u Evropu.
- Takozvani "Vukodlak iz Dola", Žil Garnije (Gilles Garnier), pogubljen je 1572. jer je zadavio četvoro dece i pojeo njihovo meso.[47]
- Peter Štump (Stumpp), zvani "Vukodlak iz Bedburga", pogubljen je u oktobru 1589. nakon optužbi za kanibalizam i druge zločine. Tokom 25 godina, Stump je navodno bio „nezasita krvopija“ jer je jeo meso koza, jagnjadi i ovaca, kao i muškaraca, žena i dece. Uz pretnje mučenjem, priznao je da je ubio i pojeo 14 dece i 2 trudnice, čije je fetuse iščupao iz utrobe i „jeo im srca dahtala i vrela“. Jedno od 14 dece bio je njegov rođeni sin, čiji je mozak navodno progutao.[48]
- Neidentifikovani muškarac (možda Nikola Damon) spaljen je na lomači 1598. godine zbog ubistava 50 dece u francuskom gradu Šalon an Šampanj nakon što su njihovi ostaci pronađeni u njegovoj kući, uključujući nekoliko delimično pojedenih komada ljudskog mesa. Priznao je da je oteo, ubio i pojeo svoje žrtve tokom psihotičnih epizoda, ali je negirao optužbe vlasti da je to učinio dok se pretvarao u vukodlaka.[49]
- Dela Mišela de Montenja i Žana de Lerija navode da je kanibalizam praktikovan od strane Tupinamba plemena.[50][51]
- Francuski katolici jeli su džigericu i srca hugenota tokom masakra na dan Svetog Vartolomeja 1572. Nakon masakra, govorilo se da su leševi protestantskih žrtava iskasapljeni i prodavani na pijaci. Žan de Leri je hrišćanskom kanibalizmu kod kuće pripisao goru moralnu degradaciju, jer su bar ljudi Tupinamba jeli svoje neprijatelje, dok su u Francuskoj članovi porodice i susedi proždirali jedni druge zbog verskih razlika. Dok su bili u Langdoku, razbesneli protestanti uništili su balzamovano telo katoličkog sveca iz 11. veka Svetog Fulkrana u katedrali u Lodevu i pojeli njegove ostatke na večeri kao lažnu evharistiju.[52][53][54][55][56]

## Sedamnaesti vek
- Francuski mladić po imenu Žan Grenije (Jean Grenier) tvrdio je 1603. da je bio vukodlak i da je ubio i pojeo 50 dece koja su nedavno nestala iz grada Sen Sever. Osuđen je za likantropiju i zbog mladosti osuđen na doživotnu robiju.[57]
- U kolonijalnom Džejmstaunu kolonisti su pribegli kanibalizmu tokom perioda od 1609. do 1610. poznatog kao Vreme gladovanja. Nakon što su se zalihe hrane smanjile, neki kolonisti su počeli da kopaju leševe u potrazi za hranom. Tokom ovog perioda, jedan muškarac je mučen dok nije priznao da je ubio, posolio i pojeo svoju trudnu ženu; za kaznu je živ spaljen.[58][59][60]
- Poljske trupe stacionirane u moskovskom Kremlju pribegle su kanibalizmu 1612, nakon duže opsade.[61]
- Partija kozaka pod komandom Vasilija Pojarkova pojela je leševe sibirskih starosedelaca koje su prethodno ubili.[62]
- Aprila 1655. katoličke trupe masakrirale su protestante u dolinama Pijemonta. Na prvi pogled, izveštaji o udruženim zločinima mogu izgledati mitski. Ipak, ove priče je potkrepio francuski vojnik visokog ranga. Navodi se da vojnici jedu kuvani ljudski mozak; lažu svoje drugove da konzumiraju "tripice" (u stvari grudi l i genitalije jedne od protestantskih žrtava); ispekli su i živu devojku. U ovom poslednjem slučaju, meso se pokazalo previše loše pečeno za jelo. Ali vojnici koji su ubili Danijela Kardona iz Rokapijate spremno su pojeli njegov mozak, nakon što su ga „spržili u tiganju“; i izvadivši mu srce, spržili bi i njega, da se nisu "uplašili neke vojske siromašnih naroda... koja je dolazila tim putem".[63]
- Dana 20. avgusta 1672, orangistička rulja je linčovala i pojela delove dvojice istaknutih antimonarhističkih političara, velikog penzionera Holandije (i de fakto premijera Nizozemske) Jana de Vita i njegovog brata i političkog saveznika Kornelisa.[64]

## Osamnaesti vek
- Izveštaji o potonuću Luksboro galije (Luxborough Galley) 1727. govore o kanibalizmu među preživelima tokom dve nedelje na malom brodu u srednjem Atlantiku.
- Julsko izdanje "The Gentleman's Magazine" sadrži izveštaj pod zakletvom koji su februara 1736. dala dva mornara, Tomas Tompson (rođen na Roud Ajlandu) i Sajmon Mekroun (rođen u Drogedi), preživela posada sa broda Meri koji je prevozio robove, izgubljen na moru. (Put od Lisabona do Gvineje.) Izveštaj koji su dala dva mornara pokriva period od sredine 1735. kada su prvi put isplovili do januara 1736. kada ih je spasao Glanvejl Nikolas (Glanveil Nicholas), majstor škune, koji ih je pokupio blizu i iskrcao u Bridžtaun. Muškarci su do detalja (oko 800 reči) opisali kako je iz broda došlo do curenja, robovi su bili oslobođeni lanaca da pomognu pumpanju, kako je brod konačno potonuo, kako je osam ljudi napustilo brod, a neki su kasnije jeli ljudsko meso kao sredstvo za preživljavanje pre no što su Tompsonom i Mekroun bili spašeni.[65]

## Devetnaesti vek
- U incidentu iz 1809. poznatom kao Bojd masakr, oko 66 putnika i članova posade Bojda ubili su i pojeli pripadnike Maori naroda na poluostrvu Vangaroa, na severu Novog Zelanda.
- Nakon Napoleonove invazije na Rusiju 1812. godine, u nesrećnom povlačenju neki od Napoleonovih vojnika su pribegli kanibalizmu kada su se suočili sa glađu tokom ruske zime.
- Godine 1816. francuska fregata Meduza nasukala se kod Mauritanije, a 147 putnika i članova posade izašlo je na more na na brzinu napravljenom splavu. U haotičnih 13 dana pre nego što su spašeni, stanari splava su dovedeni do samoubistva, ubistva i kanibalizma; samo 15 muškaraca je preživelo iskustvo, od kojih je pet umrlo ubrzo nakon toga.
- Brod Eseks je potopila ulješura u Tihom okeanu, 1820. godine. Većina preživelih sa broda kapetana Polarda provela je 90 dana u malim kitolovcima pre nego što su spašeni. Za sedam članova koji su umrli tokom 90 dana dokumentovano je da su pojedeni, neki nakon što su umrli, a dvojica koji su žrtvovani u tu svrhu nakon izvlačenja žreba. U jednom od malih čamaca pronađeno je dvoje preživelih koji su sisali srž ljudske kosti. Priča o Eseksu inspirisala je Hermana Melvila da napiše svoj roman Mobi Dik (1851).
- Aleksandar Pirs, irski osuđenik, predvodio je bekstvo iz kaznenog naselja Makeri Harbor (Macquarie Harbour Penal Settlement ) u Van Diemenovoj zemlji 1822 godine. Pirs je zarobljen blizu Hobarta i priznao je da su on i drugi begunci uzastopno ubijali i jeli članove svoje grupe tokom nekoliko nedelja, pri čemu je on bio poslednji preživeo.[66]
- Francuskinju po imenu Eme Debuli (Aimée Debully) silovao je i ubio Anton Leže ( Antoine Léger) 1824. Leže je potom pojeo Debulino srce i izvršio nekrofiliju na telu.[67]
- U izdanju The Acadian Recorder iz 27. maja 1826. objavljeno je da je preživela posada broda Frensis Meri pribegla kanibalizmu.[68]
- Na Novom Zelandu 1830-ih, evropski trgovac po imenu Anskou (Anscow) video je kako je petnaestogodišnja robinja ubijena tomahavkom u jednom maorskom selu, očigledno kao kazna za odsustvo bez dozvole. Njeno telo je potom raskomadano, meso oprano u reci, kuvano i pojedeno. Sutradan, kada je Anskou krenuo dalje, neki seljani su insistirali da ga prate, noseći „male korpe“ kuvanog mesa devojke, koje su doneli na poklon u obližnje selo. Nesrećna devojka je bila jedan od značajnog broja robova – većinom žena i dece – koji su ubijani i konzumirani na Novom Zelandu do prve polovine devetnaestog veka, bilo kao kazna za uočeno loše ponašanje ili da bi se obezbedilo meso za „praznične prilike kao što su punoletstvo ili ceremonije ekshumacije“.[69]
- Britanska krstarica je 1837. zarobila portugalsku škunu Arrogante, koja je pokušala da dovede nekoliko stotina zapadnoafričkih robova na Kubu, zaobilazeći britansku blokadu. Više od 60 Afrikanaca je umrlo od gladi i bolesti tokom prelaska, a ostali su bili ozbiljno neuhranjeni. Mnogi od preživelih su izvestili „da je jedan od Afrikanaca na brodu Arrogante ubijen, a da su potom mornari skuvali delove njegovog tela i poslužili ih sa pirinčem ostalim Afrikancima“. Šest svedoka je videlo „kako su portugalski mornari odveli Minu iza jedra koje su postavili preko palube da bi sprečili ostale Afrikance da budu svedoci onoga što će se dogoditi“. Jedan „koji je provirio kroz rupe na jedru... opisao je kako su Mini prerezali grkljan 'dugim nožem'”. Nekoliko porobljenih devojaka videlo je kako je „meso Mine isečeno na male komadiće i... kuvano u velikom loncu namenjenom Afrikancima“. Jedan od njih je dodao „da su mornari skuvali i džigericu i srce Mine u svom manjem loncu, a zatim i sami pojeli te delove“, a drugi svedok je ovo zapažanje potvrdio. Britanske kolonijalne vlasti na Jamajci odlučile su da ne podignu tužbu ni protiv jednog od portugalskih mornara, uglavnom na osnovu argumenta da smatraju da je kapetan broda – za koga se znalo da je rukovodio najmanje šest putovanja robova – previše „neuvredljiv“ da bi bio sposoban za „tako užasne transakcije“. Primećujući da ovo nije jedini slučaj da su optužbe crnih žrtava trgovine robljem za „beli kanibalizam“ odbačene, autorka rada koji istražuje slučaj zaključuje da su „zaklonjeni daljinom, izolacijom i bezakonjem na moru, drugi slični slučajevi su se zaista mogli desiti između šesnaestog i devetnaestog veka“.[70]
- Džon Vilijams iz Londonskog misionarskog društva i njegov kolega ubijeni su i pojedeni u zalivu Dilon na ostrvu Erromango, Vanuatu, 1839.[71][72]
- Slika eks-voto u svetilištu Gospe od Tal-Ħerba u Birkirkari na Malti koja je datirana na 29. mart 1840. prikazuje posadu broda koju su na nepoznatoj lokaciji u zapadnoj Africi masakrirali pigmeji koji su, čini se, kanibali. Pigmeji su prikazani kako piju krv trojice obezglavljenih članova posade, dok je još pet ljudi živo i čeka ih slična sudbina. Nejasno je da li je posada bila sa britanskog broda ili malteškog brigantina. Sliku je naručio ili eventualno naslikao Mišel Kašia (Michele Cachia), koji je možda bio jedini preživeli, a svoj opstanak je pripisao božanskoj intervenciji.[73][74]
- Utvrđeno je da su poslednji preživeli s izgubljene arktičke ekspedicije kapetana ser Džona Frenklina 1845. pribegli kanibalizmu u svom poslednjem guranju preko ostrva Kralj Vilijam, u Kanadi, ka Bek reci.[75]
- Tokom 1840-ih na Sumatri, Batak radža je služio nemačko-holandskom botaničaru i geologu Francu Vilhelmu Junghunu supu koja je sadržala meso sveže zaklanih zarobljenika. Domaćin je bio iskreno iznenađen kada je saznao da Evropljani ne vole da jedu ljudsko meso, koje je na Sumatri nadaleko hvaljeno kao posebno ukusno. U to vreme uglavnom su se jeli zarobljeni neprijatelji i osuđeni zločinci, a neki imućni ljudi kupovali su robove za tov i potrošnju.[76][21]
- U Sjedinjenim Državama, grupa naseljenika poznata kao Doner grupa pribegla je kanibalizmu dok je bila zavejana snegom u planinama Sijera Nevade, tokom zime 1846–1847.
- "Džonson koji jede jetru" (Liver-eating Johnson) je navodno jeo džigerice ratnika indijanskog plemena Vrana koje je prethodno ubio.
- Sveštenik Sabin Baring-Guld, u svojoj knjizi iz 1865. pod nazivom "Knjiga o vukovima", kao prikaz strašnog sujeverja, beleži slučaj iz 1849. godine u kojem je skitnica po imenu Sviatek uhapšen u galicijskom selu Polomija zbog ubistva čestrnaestogodišnjakinje i jedenja delova njenog tela. Sviatek je takođe priznao da je ubio i pojeo još pet ljudi počev od 1846. godine, iako su pronađeni dokazi o čak 14 žrtava. Tvrdio je da je razvio ukus za ljudsko meso pre tri godine nakon što ga je glad naterala da pojede telo čoveka ubijenog u požaru u kafani. Baring-Guld je takođe zabeležio još jedan slučaj iz iste godine u kojem je francuski pljačkaš grobova po imenu Bertran osuđen na godinu dana zatvora nakon što je priznao da je protekle tri godine proveo delimično proždirajući leševe koje je iskopao sa pariskih groblja.[77]
- Francuski brod Saint Paul, koji je prevozio 300 kineskih "kula" namenjenih za Australiju, doživeo je brodolom 1858. na ostrvu Rosel istočno od Nove Gvineje. Prema svedočenju preživelih, većinu Kineza ubili su i pojeli domorodački ostrvljani tokom tri meseca.[78]
- U Sjedinjenim Državama, deset preživelih pronađeno je skoro dva meseca nakon masakra 1860. godine. Oni su pojeli pet preminulih članova stranke.[79]
- U novembru 1874. tri britanska mornara su preživela počinivši kanibalizam nakon katastrofe na brodu Kospatrik.[80]
- Alferd Paker je bio američki kopač koji je optužen za kanibalizam tokom zime 1873–1874. Packer je osuđen na 40 godina zatvora nakon što je osuđen za ubistvo iz nehata.[81]
- Ekspedicija Flatersa (The Flatters expedition) 1880–81 bila je neuspeli pokušaj da se istraži ruta predložene transsaharske železnice od Alžira do Sudana. Gotovo sve članove ekspedicije masakrirali su neprijateljski raspoloženi Tuarezi u Bir el-Garami u februaru 1881. godine. 37 od 93 čoveka ekspedicije je ubijeno, a preko 200 kamila su zaplenili Tuarezi, ali je 56 preživelih, uključujući 4 Francuza, krenulo je peške 1500 kilometara do Vargle sa malo hrane i vode. Tuarezi su ih neprestano vrebali, a preživeli su pribegli kanibalizmu tokom dugog povlačenja kroz pustinju. Samo sedam od prvobitnih 93 muškarca je preživelo.
- U maju 1888, škotski naslednik viskija Džejms Džejmson, dok je učestvovao u ekspediciji pomoći Emin-paši (The Emin Pasha Relief Expedition), navodno je platio Tipuu Tipu da nabavi mladu robinju koja je tada ubijena i pojedena pred njima. Džejmson je u svom dnevniku priznao da je video događaj i nacrtao ga, pa čak i da je platio za devojku, ali je tvrdio da je čitavu aferu smatrao šalom i da nije očekivao da će ona zaista biti ubijena. „Uskoro se pojavio muškarac, koji je vodio mladu devojčicu od oko deset godina za ruku, a ja sam tada bio svedok najstrašnijeg mučnog prizora koji sam ikada video u životu. Brzo je dva puta zario nož u njene grudi , a ona je pala na lice prevrnuvši se na bok. Tri muškarca su zatim potrčala napred, i počela da seku telo devojčice; na kraju joj je odsečena glava i nije ostala ni čestica, svaki je poneo svoje parče dole do reke da ga opere. Najneobičnije je bilo to što devojka nikada nije izgovorila ni zvuka, niti se borila, dok nije pala. Do poslednjeg trenutka nisam mogao da verujem da su ozbiljni... da je to bilo šta osim varka da izvuku novac od mene.... Kada sam otišao kući, pokušao sam da napravim neke male skice scene dok mi je još sveže u sećanju, nije verovatno da će ikada izbledeti. U najmanju ruku sam začuđen ovim“. Džejmsonov dnevnik takođe pokazuje da je bio dobro obavešten o kanibalskim običajima i da je čak video ostatke kanibalskog obroka, što dovodi u sumnju njegovu liniju odbrane. Prevodilac Asad Faran ga je optužio da je namerno podstakao ubistvo iz radoznalosti, a Henri Morton Stenli je konačno odlučio da obavesti evropsku i američku štampu. Loš publicitet koji je rezultirao verovatno je doprineo činjenici da su privatno organizovane, nenaučne ekspedicije u Afriku prestale nakon tog vremena.[82][21]
- Tokom 1890-ih, pet ili šest mladih robinja i devojaka je iskasapljeno na kanibalskoj gozbi održanoj u čast francuskog grofa Rodolfa Festetiksa (Feštetića) i njegove posade prilikom njihove posete Malaiti, jednom od Solomonovih ostrva. Grof ih je fotografisao neposredno pre nego što su ubijeni. Ne kaže da li je jeo bilo šta od njihovog mesa, ali priznaje da je jeo ljudsko meso jednom ili dva puta.[83][21]
- Krajem devetnaestog veka, nemački putopisac Stefan fon Koce bio je pozvan na kanibalsku gozbu u Novoj Irskoj, jednom od najvećih ostrva Bizmarkovog arhipelaga. Glavno jelo je bila mlada žena koju je kupio domaćin; Sam Koce je finansijski doprineo gozbi, čime je efektivno pomogao da se plati njena kupovina (i ubistvo). Nije video kako je žena ubijena, već je gledao dok joj se meso peče, neki delovi u zemljanoj peći, a ostali na ražnju na otvorenoj vatri. Komad koji je serviran podsećao ga je na „foie gras paštetu“. Prema njegovom sopstvenom iskazu, kada ga je video, osetio je toliko mučnine da ga nije pojeo, iako je to nameravao da uradi.[21]

## Dvadeseti vek

### Od 1901. do 1910.
- Protestantski misionari Džejms Čalmers i Oliver Felouz Tomkins su ubijeni i kanibalizovani na ostrvu Goaribari, Papua Nova Gvineja, 8. aprila 1901. godine.[84]
- Tokom Bailundove pobune (Segunda Guerra Luso-Ovimbundo), grupa pobunjenika iz Ovimbundua odrubila je glavu domorodačkom trgovcu po imenu Antonio de Silveira, ispekla, a zatim progutala njegovo telo. Pobunjenici su naterali Silveirinu ženu da nosi njegovu glavu u korpi. Ubistvo je imalo ritualnu svrhu sa ciljem da se proizvede "magija uspeha", pošto su počinioci pripadali kultu Kandundu.
- Dana 27. marta 1902. godine, telo jedanaestogodišnjeg Sosukea Kavaija pronađeno je u Tokiju, u Japanu, sa izvađenim očnim jabučicama i nestalim komadićima mesa sa zadnjice. Njegov navodni ubica, Otokosaburo Noguči, koji je uhapšen tri godine kasnije zbog nepovezanog ubistva, tvrdio je da je skuvao dečakova mišićna tkiva i servirao ih u pilećoj supi svom bolesnom deveru, navodno da bi izlečio njegovu lepru.[85]
- Sedmogodišnjeg Bernarda Gonzalesa Paru su kidnapovali i ubili Francisko Leona i nekoliko drugih u junu 1910. godine, a njegovu krv je popio čovek po imenu Ortega kao narodni lek za tuberkulozu.[86]

### Od 1911. do 1920.
- Stariji irački par ubio je jednog odraslog komšiju i više od stotinu male dece u Mosulu 1917. godine, a zatim kuvao i jeo ili prodao njihove ostatke. Oni su za svoj kanibalizam krivili glad koju je donela inflacija. Oboje su streljani iste godine.[87]
- Članovi posade parobroda Dumaru proveli su tri nedelje u čamcu za spasavanje, nakon što je brod eksplodirao i potonuo u zapadnom Tihom okeanu 16. oktobra 1918. Brzo iscrpljujući zalihe hrane i vode, pribegli su kanibalizmu da bi preživeli.[88]
- U Nemačkoj je Fric Harman (Fric Haarman), takođe zvan „Hanoverski mesar“, seksualno napao i ubio najmanje 24 dečaka, većinom tinejdžera, između 1918. i 1924. godine. Redovno je prodavao mleveno meso bez kosti na crnom tržištu i davao različita i kontradiktorna objašnjenja o poreklu ovog mesa. Sumnje da je to bio njegov način da se oslobodi nekih posmrtnih ostataka svojih žrtava nikada nisu definitivno potvrđene, niti opovrgnute.[89]

### Od 1921. do 1930.
- Tokom ruske gladi 1921–1922, bilo je mnogo izveštaja o kanibalizmu. U svojoj knjizi Arhipelag Gulag, sovjetski pisac Aleksandar Solženjicin opisao je slučajeve kanibalizma u Sovjetskom Savezu 20. veka. O gladi u Povolžiju (1921–1922) pisao je: „Ta užasna glad bila je do kanibalizma, do konzumiranja dece od strane sopstvenih roditelja – gladi koju Rusija nikada nije poznavala ni u vreme nevolje (1601–1603)".[90]
- Serijski ubica Albert Fiš izazvao je mnogo debata o tome da li je bio lud ili ne, jer je proždirao svoje žrtve. Priznao je da je zlostavljao više od 400 dece tokom 20 godina i veruje se da je ubio negde između 6 i 15 dece. Psihijatar Fredrik Vertham opisao je Fiša kao „krokog i bezazlenog starca, nežnog i dobroćudnog, druželjubivog i učtivog. Ako biste želeli da neko kome poveri svoje dete, on bi bio onaj koga biste izabrali“. Najozloglašenije Fišovo ubistvo je ubistvo Grejs Bad 1928. godine, čije je meso isekao na trake i kuvao sa šargarepom, lukom i trakama slanine. To ga je seksualno uzbudilo. Vertham je opisao kako je Fišov prikaz kulinarskog procesa bio „kao domaćica koja opisuje svoje omiljene metode kuvanja. Morali ste da se podsetite da je to bila devojčica o kojoj je pričao“. Kada je isti psihijatar proglasio Fiša ludim, Fiš se nije složio i rekao da je on samo "kvir".[91][92][93]
- Nemačke vlasti su 20. decembra 1924. otkrile delove ljudskog mesa zajedno sa spiskom od 40 ljudi koje je Karl Denke prethodno ubio i pojeo.
- Dana 19. decembra 1926. godine, ribar Eli Keli odneo je vodu na ostrvo Katalina nakon što je bio izgubljen u moru 11 dana. Delimično se hranio mesom svog saputnika Džejmsa Mekinlija koji je umro prirodno (od dehidracije ili gladi).[94]

### Od 1931. do 1940.
- Pre 1931, izveštač Njujork tajmsa Vilijam Bojler Sibruk (William Beuhler Seabrook), navodno u interesu istraživanja, nabavio je od stažista u bolnici na Sorboni komad ljudskog mesa sa tela zdravog čoveka koji je ubijen u nesreći, a zatim ga skuvao i pojeo. On je izvestio: "Bilo je kao dobra, potpuno razvijena teletina, ne mlada, ali još ne govedina. Bilo je sasvim sigurno tako, i nije ličilo ni na jedno drugo meso koje sam ikada probao. Bilo je tako skoro kao dobra [...] teletina da mislim da niko sa nepcem obične, normalne osetljivosti ne bi mogao da ga razlikuje od telećeg. Bilo je blago, dobro meso bez drugog oštro izraženog ili izrazito karakterističnog ukusa kao što je na primer kozja, divljač ili svinjetina. Odrezak je bio malo žilaviji od prvoklasne teletine, malo žilav, ali ne previše žilav.Pečenje od kojeg sam isekao i pojeo centralnu krišku je bilo mekano, a po boji, teksturi, mirisu i ukusu, ojačalo je moju sigurnost da je od svih vrsta mesa koje uobičajeno poznajemo, teletina jedino meso sa kojim se ovo meso može tačno uporediti." Sibruk je možda jeo ljudsko meso i drugom prilikom. Prvobitno je nagovestio da ga je pojeo tokom putovanja u Zapadnu Afriku, a kada se ova tvrdnja pokazala pogrešnom (a još se nije usudio da otkrije bolničku priču), bio je mnogo ismevan zbog toga. Prema njegovoj autobiografiji, bogatašica Dejzi Feluz jednog dana ga je pozvala na jednu od svojih zabava u bašti, rekavši „Mislim da zaslužuješ da znaš kakvog je ukusa ljudsko meso.“ Tokom žurke, kojoj je prisustvovalo desetak gostiju (neki od njih i poznati), parče navodno ljudskog mesa pečeno je na roštilju i jelo se sa puno pompe. Sibruk komentariše da, iako nikada nije saznao "pravu istinu" iza ovog obroka, "izgledalo je i imao ukus" kao ljudsko meso koje je ranije jeo.[95][96]
- Kanibalizam je bio rasprostranjen tokom Golodomora (glad u Ukrajini) 1932. i 1933. godine; višestruka dela kanibalizma prijavljena su iz Ukrajine, ruske oblasti Volge, Južnog Sibira i Kubana tokom sovjetske gladi 1932–1933. „Opstanak je bio moralna kao i fizička borba.“Jedna doktorka je pisala prijateljici juna 1933. da još nije postala kanibal, ali „nije sigurna da to neću biti dok moje pismo stigne do vas“ „Umrli su prvo dobri ljudi. Umrli su oni koji su odbili da kradu ili da se prostituišu, umrli su oni koji su davali hranu drugima, umrli su oni koji su odbijali da jedu leševe, umrli su oni koji su odbili da ubiju svoje bližnje... Najmanje 2505 ljudi. Ljudi su osuđeni za kanibalizam 1932. i 1933. godine u Ukrajini, iako je stvarni broj slučajeva svakako bio mnogo veći“.[97][98][99]
- Kanibalizam se takođe desio u paralelnoj gladi u Kazahstanu, koji je bio još jedan deo rasprostranjene sovjetske gladi 1930–1933. Neki od gladnih jeli su leševe, dok su drugi činili ubistva da bi došli do mesa. Seljani su „među njima otkrili ljude koji su jeli delove tela i ubijali decu“, a jedan preživeli se sećao kako je više puta video „malo stopalo kako pluta, ili ruku, ili dečju petu“ u kazanima kako ključa na vatri.[100][101]
- U maju 1933. godine, oko 6700 sovjetskih zatvorenika je deportovano na jedno sibirsko ostrvo i tamo napušteno sa oskudnim zalihama i praktično bez odeće, skloništa ili alata, što je rezultovalo širokorasprostranjenom bolešću, nasiljem i kanibalizmom. Ova epizoda je postala poznata kao Nazinska tragedija, nazvana po ostrvu.
- Dana 9. decembra 1934, pljačkaš grobova i osumnjičeni serijski ubica Alonzo Robinson uhapšen je zbog ubijanja sekirom bračnog para Tarner u njihovoj kući u Klivlendu, u državi Misisipi. Između ostalog, u njegovim džepovima pronađeni su usoljeni delovi ljudskog mesa gospođe Tarner, upotpunjeni tragovima ugriza.[102]
- Italijanka po imenu Leonarda Cianciulli ubila je tri žene 1939. i 1940. godine, pretvarajući njihova tela u kolače od čaja kojima je hranila druge, ali ih i sama konzumirala.

### Od 1941. do 1950.
- Postoje izveštaji očevidaca o kanibalizmu tokom opsade Lenjingrada (1941–1944), uključujući izveštaje o ljudima koji su sekli i jeli sopstveno meso.[103]
- U novembru 1942. finski vojnici su otkrili ostatke sovjetskog partizana, koga su njegovi drugovi iskasapili i pojeli u Sejesjarviju. Postoje i izveštaji o kanibalizmu u Kareliji tokom Heimosodatskih ratova 1920-ih.
- Nakon nemačke predaje u bici za Staljingrad u januaru i februaru 1943. godine, oko 100 000 nemačkih vojnika je zarobljeno u ratnom zarobljeništvu. Skoro svi su poslati u logore za ratne zarobljenike u Sibiru ili Centralnoj Aziji, gde su, zbog hronične nedovoljne hrane od strane svojih sovjetskih zarobljenika, mnogi pribegli kanibalizmu. Manje od 5000 zarobljenika odvedenih u Staljingrad preživelo je zatočeništvo. Većina je, međutim, umrla rano u zatvoru zbog izloženosti ili bolesti izazvane uslovima u opkoljenoj vojsci pre predaje.[104]
- Kanibalizam se odvijao u koncentracionim logorima i logorima smrti u Nezavisnoj Državi Hrvatskoj (NDH), nacističkoj nemačkoj marionetskoj državi kojom je upravljala fašistička ustaška organizacija, koja je počinila genocid nad Srbima i holokaust u NDH. Neki preživjeli su svjedočili da su neki od ustaša pili krv iz prerezanih grla žrtava.[105][106][107][108]
- Australijsko odeljenje za ratne zločine u Tokijskom tribunalu, na čelu sa tužiocem Vilijamom Vebom (budući glavni sudija), prikupilo je brojne pisane izveštaje i svedočenja koji su dokumentovali kanibalizam japanskih vojnika među sopstvenim trupama, o mrtvim neprijateljima i Saveznički ratni zarobljenici u mnogim delovima sfere zajedničkog prosperiteta Velike istočne Azije. U septembru 1942. japanski dnevni obrok na Novoj Gvineji sastojao se od 800 grama pirinča i konzerviranog mesa. Međutim, do decembra ovo je palo na 50 grama. Prema istoričaru Jukiju Tanaki, „kanibalizam je često bio sistematska aktivnost koju su sprovodili čitavi odredi i pod komandom oficira.“ U nekim slučajevima meso je isečeno od živih ljudi. Indijski ratni zarobljenik Lens Naik Hatam Ali (kasnije državljanin Pakistana) svedoči da su u Novoj Gvineji: „Japanci počeli da biraju zarobljenike i svaki dan su vojnici izvodili po jednog zatvorenika, ubijali ga i jeli. Ja sam lično video da se to dešavalo i Japanci su na ovom mestu pojeli oko 100 zatvorenika. Ostali smo odvedeni na drugo mesto udaljeno 50 milja (80 kilometara) gde je 10 zatvorenika umrlo od bolesti. Na ovom mestu su Japanci ponovo počeli da biraju zatvorenike za jelo. odvedeni u kolibu gde im je meso odsečeno sa tela dok su bili živi i bačeni u jarak gde su kasnije umrli."[109][110][111]
- Još jedan pribeležen slučaj dogodio se u Čičidžimi u februaru 1945, kada su japanski vojnici ubili i pojeli pet američkih vazduhoplovaca. Ovaj slučaj je istražen 1947. godine na suđenju za ratne zločine, a od 30 japanskih vojnika procesuiranih, pet (major Matoba, general Tačibana, admiral Mori, kapetan Jošiji i dr Teraki) proglašeno je krivim i obešeno (admiral Mori je prvobitno osuđen na doživotni zatvor, ali je obešen nakon što je osuđen na odvojenom suđenju za ratne zločine u Holandskoj Istočnoj Indiji).[112]

### Od 1951. do 1960.
- U Njasalendu (danas Malavi) 1950-ih, jednom Evropljaninu u kupovini mesa za božićnu večeru ponuđeno je „dvoje dobro ugojene dece”.[113]
- Nemački serijski ubica Joahim Krol, zvani "Duisburški ljudožder", praktikovao je kanibalizam od sredine 1950-ih do hapšenja više od 20 godina kasnije.[114]
- Tradicija ritualnog kanibalizma među ljudima Fore izazvala je epidemiju Kurua, koja je uključivala približno 1000 smrtnih slučajeva od 1957. do 1960. godine.[115]
- Mnogi slučajevi kanibalizma povezani su sa kineskom glađu od 1959. do 1961. godine. Iako ih vlada zvanično negira, novinar Jang Jišeng daje mnogo detaljnih izveštaja u svojoj knjizi Nadgrobni spomenik: Velika glad.[116]

### Od 1961. do 1970.
- Godine 1961. u Ugandi, antropologu Robertu B. Edžertonu (obert B. Edgerton) (autor knjige Bolesna društva) ponuđen je „dimljeni komad zadnjice mlade žene, istinski 'odsečen izbor'“, prema rečima prodavca.[117]
- Oktobra 1961. godine, domorodački Papuanci su navodno ubili i pojeli Majkla Rokfelera dok je istraživao južnu Holandsku Novu Gvineju.
- Nasilje i kanibalizam dogodili su se u autonomnom regionu Guangsi na jugoistoku Kine 1968. godine, tokom Kulturne revolucije (1966–1976).
- Policija je 13. jula 1970. uhapsila Stenlija Bejkera pod optužbom da je ubio i pojeo jednog stanovnika Montane (SAD).[118]
- Između 1970. i 1973. Lester Harison je silovao i ubio između četiri i šest žena u oblasti Grant Parka u Čikagu. Nakon hapšenja, priznao je da je odsekao komad mesa sa tela jedne od žrtava, koje je doneo kući i pojeo.[119]

### Od 1971. do 1980.
- Majkl Vudmansi osuđen je 1983. za otmicu i ubistvo petogodišnjeg Džejsona Formana 1975. godine u Južnom Kingstaunu na Roud Ajlandu. U to vreme postojali su dokazi koje je Vudmansi napisao u svom dnevniku o jedenju Formanovog mesa.[120]

- Godine 1977. i 1978. "Vampir iz Sakramenta" Ričard Čejs jeo je delove svojih žrtava i pio njihovu krv da bi lečio svoje umišljene bolesti.
- Albert Fentres je 20. avgusta 1979. godine namamio, ubio i pojeo osamnaestogodišnjeg srednjoškolca.[121]
- Od 1979. do 1980. Nikolaj Džumagalijev je ubio najmanje sedam žena i pojeo njihove leševe.
- Džefri Damer je ubio 17 dečaka i muškaraca od 1978. do 1991. godine, a od toga je pojeo trojicu.[122]

### Od 1981. do 1990.
- Japanac Isei Sagava je 11. juna 1981. ubio Holanđanku, po imenu Rene Hartevelt, pucajući joj iz puške u vrat u svojoj kući u Parizu. Nakon silovanja leša, počeo je da je jede, počevši od zadnjice i butina. Nekoliko dana kasnije, otkriven je dok je pokušavao da baci unakaženo telo u jezero i potom je uhapšen. Zadržan je dve godine bez suđenja, a zatim je proglašen neuračunljivim. Ubrzo nakon toga, japanski pisac Inuhiko Jomota objavio je Sagavine memoare, uključujući detaljan prikaz ubistva. Knjiga je bila bestseler, a Sagava je postao manja slavna ličnost. Međutim, brzo je izručen Japanu, gde su stručnjaci za mentalno zdravlje objavili da je potpuno zdrav. Pošto je francuska vlada odbila da odobri pristup tajnim sudskim dokumentima, japanske vlasti nisu mogle da podignu optužnicu protiv njega. Pušten je 1986. i preselio se u Tokio gde je zarađivao za život kao slobodni pisac.[123]
- Ladislav Hojer, serijski ubica iz Čehoslovačke, priznao je da je ubio mladu ženu 1981. godine. Odsekao joj je grudi i vaginu i pokušao da ih pojede sa senfom, nakon što ga je prokuvao u slanoj vodi. Kasnije je priznao da je deo bacio.[124]
- Godine 1986. Amerikanac Haden Klark je ubio i pojeo šestogodišnju Mišel Dor.
- U novembru 1986. Amerikanac Gari M. Hajdnik oteo je šest žena. Nakon što je jedna od žena umrla, hranio je ostale žrtve kombinacijom pseće hrane i ljudskog mesa.
- Umetnik Rik Gibson je 1988. pokušao da pojede parče ljudskog testisa u Vankuveru 1989. godine, ali ga je zaustavila policija. Međutim, optužba je odbačena i on je konačno pojeo testis hors d'œuvre u Vankuveru, 1989.

### Od 1991. do 2000.
- U novembru 1991. godine, Omajma Are Nelson ubila je, raskomadala i pojela svog muža Vilijama E. "Bila" Nelsona u njihovoj kući u Kosta Mesi u Kaliforniji. Patološki izveštaji ukazuju na to da je Bil još uvek bio živ kada je Omajma počela da komada njegovo telo, na šta sudski i medijski izveštaji ukazuju da je to bio ritualni način. Zatim je ispekla njegovu glavu u rerni, jela njeno meso, a lobanju umotanu u foliju čuvala u zamrzivaču; ogulila mu torzo; pržila ruke u ulju; i kuvala i umakala njegova rebra u roštiljski sos.[125][126][127]
- Andrej Čikatilo, serijski ubica rođen u Ukrajini, shvatao je ubistvo i kanibalizam kao parafiliju. Osuđen je za ubistvo 1992. godine i potom pogubljen.[93][128]
- Porodica Čidžon je bila južnokorejska banda koja se bavila kanibalizmom.[129]
- Dana 21. februara 1995. godine, dvadesetjednogodišnji brazilski poljoprivrednik Marinaldo de Alkantara Silva (Marinaldo de Alcantara Silva) ubio je nožem svoju majku Raimundu Soares Alkantaru Silvu i pojeo neke delove njenog lica. Ranije je želeo da ubije čuvara iz zgrade Sekretarijata "Estadual de Agricultura", Domingosa Souzu, ali ga je majka sprečila. Nekoliko trenutaka ranije, hteo je da zapali porodičnu kolibu. Marinaldova majka je htela da ga smiri, ali ju je udario nožem u lice i odrubio joj glavu, a potom je žrtvi otkinuo oči, usne, nos i jezik i pojeo komadiće. Hose Lima Soares, njegov zet, pozvao je policiju. De Silva se opirao hapšenju i pogođen je u butinu, umro je od krvarenja. Pre nego što je upucan, ranio je vojnika Migela Gurhaoa.[130]
- Zlostavljač dece Natanijel Bar Džona (Nathaniel Bar-Jonah) osumnjičen je za otmicu, ubistvo i kanibalizaciju desetogodišnjeg Zaka Remzija (Zach Ramsai) u februaru 1996. godine. Bar Džona, koji je imao seksualne fantazije o jedenju ljudskog mesa, posedovao je dnevnik napisan u kodu za koji se, kada je dešifrovan, otkrilo da sadrži brojne recepte za kuvanje i jelo dece. Komšije kažu da je često priređivao roštilj gde je služio „meso smešnog ukusa“ za koje je tvrdio da je lično lovio iako nikada nije išao u lov. Takođe nije kupovao namirnice u mesec dana nakon Remzijevog nestanka, a ljudska kosa i tkivo tela koji nisu bili njegovi pronađeni su u njegovoj mašini za mlevenje mesa.[131][132][133]
- Ilšat Kuzikov iz Sankt Peterburga u Rusiji osuđen je u martu 1997. jer je pojeo trojicu muških poznanika od 1992. godine.[134]
- Između 1997. i 1998. godine, Mihail Mališev je ubio najmanje dva poznanika i pojeo njihove posmrtne ostatke u svom stanu u Permu u Rusiji. Osuđen je na 25 godina zatvora sa dve godine odsluženja za ova ubistva i više tačaka za zlostavljanje životinja, a pušten je u oktobru 2022. nakon što je u potpunosti odslužio kaznu.[135]
- Marta 1999. godine, u Indoneziji, neke Madurce su pojeli Dajaci u sklopu etničkog sukoba.[136]
- Na suđenju počiniocima ubistava u Snoutaunu, u Južnoj Australiji, otkrilo se da su dvojica ubica 1999. spržila i pojela deo svoje poslednje žrtve.[137]
- Kazaške vlasti su 13. avgusta 1999. uhapsile tri psihijatrijska medicinska tehničara pod optužbom da su ubili i pojeli sedam prostitutki.[138]
- U februaru 2000. Ketrin Najt (Katherine Knight) je ubila svog partnera Džona Prajsa i skuvala njegov leš, kasnije se spremajući da ga posluži njegovoj deci.[139]
- Godine 2000, kineski umetnik Džu Ju tvrdio je da je pripremio, kuvao i jeo ljudske fetuse kao umetnički performans. Kineska vlada ga je krivično gonila zbog ovih postupaka.[140][141]

## Dvadeset prvi vek
- U februaru i martu 2001. godine u Indoneziji, kao deo Sampit sukoba, Dajaci su pojedili delove tela jednog broja Maduraca, uključujući i njihova srca.[142][143]
- Marta 2001. godine u Nemačkoj, Armin Majves (Meiwes) je postavio internet oglas tražeći mladića koji je spreman da bude zaklan i pojeden. Na oglas se javio Bernd Jirgen Brandes (Bernd Jürgen Brandes). Majves je ubo Brandesa u vrat kuhinjskim nožem, prvo ga poljubivši, a zatim ga iseckao na nekoliko delova. Stavio je nekoliko komada Brandesa u zamrzivač. Tokom narednih nekoliko nedelja, Majves je odmrznuo i kuvao delove Brandesa u maslinovom ulju i belom luku i na kraju pojeo 20 kg ljudskog mesa. Majves je osuđen za ubistvo iz nehata 2004. godine. Ponovljeno suđenje 2006. proglasilo je Majvesa krivim za ubistvo i osudio ga na doživotni zatvor. Tri pesme, "Mein Teil" od Ramštajna, "Eaten" od Bloodbath, i "Armin Meives" od SKIND-a su zasnovane na ovom slučaju.[144][145]
- Jula 2002. godine u Kijevu su uhapšena četvorica Ukrajinaca jer su ubili i pojeli tinejdžerku. Osumnjičeni su da su ubili najmanje šest ljudi. Dokazi su pokazali da je na ubistva možda uticao satanizam.[146]
- U slučaju iz 2003. godine u vezi sa drogom, rep umetnik Big Lurch osuđen je za ubistvo i delimičnu konzumaciju poznanika dok su obojica bili pod uticajem FCP-a.[147]
- Tokom 2003. i 2004. godine, južnokorejski serijski ubica Ju Jong-Čul ubio je ukupno 21 osobu, pojevši jetru nekoliko svojih žrtava.[148]
- Februara 2004. godine, 39-godišnji Piter Brajan iz istočnog Londona u Engleskoj uhvaćen je nakon što je ubio svog prijatelja Brajana Čerija i pojeo delove njegovog mozga, pržene na puteru. On je ranije bio hapšen zbog ubistva, ali je pušten neposredno pre nego što je ovo delo počinjeno. Dok mu je suđeno za ubistvo Čerija, Brajan je osuđen na doživotni zatvor, uprkos tvrdnji o smanjenoj odgovornosti. U januaru 2006. godine njegova kazna je revidirana na minimum od 15 godina.[149][150]
- Dvadeset pet albino Tanzanijanaca je ubijeno od marta 2007. godine navodno kroz klanje nastalo zbog preovlađujućeg sujeverja. Predsednik Tanzanije Džakaja Kikvete je 2008. godine javno osudio vračare za ubijanje ljudi sa albinizmom zbog delova tela, za koje se smatra da donose sreću.[151][152]
- Indijski serijski ubica Surinder Koli je 2006. i 2007. godine ubio i pojeo 19 ljudi, od kojih su većina bila deca. Njegov poslodavac, Moninder Sing Pander, prvobitno je takođe bio osuđen za ubistva, ali je presuda kasnije poništena.[153][154]
- Dana 5. januara 2007. godine, francuske vlasti su izvestile da je zatvorenik počinio kanibalizam nad cimerom u ćeliji, u gradu Ruanu.[155]
- Marko Evaristi je 13. januara 2007. priredio večeru na kojoj je glavno jelo bila testenina anjoloti koja je bila upotpunjena ćuftom napravljenom od njegove sopstvene masti, uklonjenom ranije iste godine operacijom liposukcije.[156]
- Čovek po imenu Ozgur Dengiz (Özgür Dengiz) je 14. septembra 2007. uhvaćen u Ankari, nakon što je ubio i pojeo čoveka. Nakon što je odsekao komade mesa sa tela svoje žrtve, Dengiz je ostatak podelio psima lutalicama na ulici, prema sopstvenom svedočenju. Pojeo je malo čovekovog sirovog mesa na putu kući. Dengiz, koji je živeo sa roditeljima, stigao je u porodičnu kuću i preostale delove tela stavio u frižider bez reči roditeljima.[157]
- U januaru 2008. ozloglašeni liberijski bivši pobunjenik i reformisani vojskovođa Džošua Blahi (37) priznao je učešće u ljudskim žrtvovanjima koja su „uključivala ubistvo nevinog deteta i vađenje srca, koje je bilo podeljeno na komade da bismo jeli“. Kanibalizam mnoge dece dogodio se tokom sukoba u kojem se Blahi borio protiv snaga predsednika Liberije Čarlsa Tejlora. Dana 13. marta 2008. godine, tokom istog suđenja za ratne zločine, Džozef Marza, Tejlorov šef operacija i šef Tejlorovog navodnog „eskadra smrti“, optužio je Tejlora da je naredio svojim vojnicima da počine dela kanibalizma protiv neprijatelja, uključujući mirovne snage i osoblje Ujedinjenih nacija. [158][159]
- U dokumentarcu kolumbijskog novinara Holmana Morisa, demobilisana paravojska je priznala da su tokom masovnih ubistava koja su se dogodila u kolumbijskim ruralnim oblastima, mnogi vršili kanibalizam. Takođe je priznao da im je rečeno da piju krv svojih žrtava u uverenju da će to naterati da požele da ubiju više.[160]
- Novembra 2008. godine, grupa od 33 nedokumentovana migranta iz Dominikanske Republike, koji su bili na putu za Portoriko, pribegla je kanibalizmu nakon što su izgubljeni na moru više od 15 dana pre nego što ih je spasao patrolni čamac obalske straže SAD.[161]
- Februara 2009. godine objavljeno je da brazilske vlasti traže pet članova plemena Kulina u Brazilu zbog optužbi za ubistvo, kasapljenje i konzumiranje poljoprivrednika u ritualnom činu kanibalizma.[162]
- Aprila 2009. godine, dvojica muškaraca iz grada Perma u Rusiji ubili su i pojeli svog brata.[163]
- Anđelo Mendoza Junior je 28. aprila 2009. napao svog četvorogodišnjeg sina, pojeo dečakovo levo oko i oštetio dečakovo desno oko. Dečak je rekao vlastima da mu je "tata pojeo oči", kada su došli na lice mesta. Mendoza je optužen za zločin, mučenje, okrutnost prema deci i nanošenje povreda detetu, a kasnije je proglašen nevinim zbog ludila.
- Policija je 26. jula 2009. godine, ženu Oti Sančez iz San Antonija, pronašla u histeričnom stanju, jer je ubila sopstvenog tronedeljnog sina i pojela delove leša bebe.[164]
- Dana 14. novembra 2009. tri beskućnika u Permu u Rusiji uhapšena su jer su ubili i pojeli delove dvadesetpetogodišnjeg muškarca. Preostali delovi tela su zatim prodati lokalnoj kući za pite i ćevape.
- Između 2009. i 2011. godine, stanovnik Berlinskoja u Rusiji i serijski ubica Aleksandar Bičkov, više puta je počinio kanibalizam, ciljajući na ljude koje je prethodno namamio u svoju kuću.[165]
- U aprilu i maju 2010. godine, doktorand Stiven Grifits iz Bredforda u Engleskoj ubio je i pojeo tri prostitutke, postavši poznat kao Kanibal sa samostrelom.[166]
- Novembra 2010. godine Isakin Jonson je ubio i obezglavio svoju devojku u Skari u Švedskoj. Nožem, testerom i sekirom odvojio joj je glavu od tela. Takođe je odsekao komade mesa sa jedne njene ruke i noge, koje je odneo u kuhinju da kuva. Pripremao ih je sa solju i listovima domaće konoplje i jeo. Takođe je odneo njenu glavu do kuhinjskog pulta i obradio je sekirom i nožem, verovatno da bi je jeo. Jonson je osuđen za ubistvo i poslat na forenzičku psihijatrijsku negu.[167][168]
- Aprila 2011. godine, u gradu Darja Kan, Pandžab, Pakistan, braća Arif Ali i Farman Ali su uhapšeni jer su jeli ljudski leš ukraden iz groba. Kuvali su delove tela za obrok kada su uhapšeni; policija je takođe pronašla ostatke ljudskih tela iz njihove kuće. Braća su puštena iz zatvora 2013. godine; međutim, u aprilu 2014. ponovo je otkriveno da prave kari od ljudskog leša (ovog puta, tela dvogodišnjeg ili trogodišnjeg deteta), za koje se pretpostavlja da je ukradeno sa groblja.[169][170]
- Dana 9. jula 2011. manekenka u oblasti Sankt Peterburga udavila je svog kolegu i progutala delove njegovog leša. Kasnije je privedena, proglašena krivom za ubistvo i poslata na lečenje u psihijatrijsku bolnicu, gde joj je dijagnostifikovana šizofrenija.[171]
- Avgusta 2011. godine policija je pronašla delove tela raznih žrtava u frižideru serijskog ubice Mateja Čurka, uključujući i delove dve Slovakinje koje su nestale 2010. godine.[172]
- Godine 2011. zvaničnici u Južnoj Koreji su dobili dojavu da etnički Korejci koji žive u Kini krijumčare u zemlju kapsule droge koje sadrže prah napravljen od mrtvih beba, izdajući ih kao sredstva za povećanje izdržljivosti. Etnički korejski državljani Kine pokušali su da ih prokrijumčare u Južnu Koreju i konzumiraju kapsule ili ih distribuiraju drugim etničkim korejskim državljanima Kine koji žive u Južnoj Koreji. Navodno, kapsule su napravljene na severoistoku Kine od mrtvih fetusa čija su tela iseckana na male komade i sušena na pećima pre nego što su pretvorena u prah.[173][174][175][176]
- Decembra 2011. godine čovek je ubio i pojeo beskućnika u gradu Bridžport, Konektikat. Počinilac zločina je kasnije proglašen neuračunljivim i smešten u psihijatrijsku bolnicu maksimalnog obezbeđenja.[177]
- Dana 21. marta 2012. jedan stanovnik Vladivostoka je ubio svog prijatelja, a kasnije je prodao njegovo meso na lokalnoj pijaci. Drugi muškarac je osuđen za svojevoljno konzumiranje mesa žrtve.[178]
- Dana 13. aprila 2012. godine japanski umetnik Mao Sugijama, odsekao je, kuvao i servirao svoje genitalije pred petoro ljudi. Svaki od gostiju je platio 250 dolara po porciji.[179]
- Aprila 2012. godine, muškarac i dve žene uhapšeni su u gradu Garanjuns, Pernambuko, Brazil, jer su ubili najmanje dve žene i jeli njihovo meso. Jedna od osumnjičenih žena je, kako se navodi, koristila deo mesa svojih žrtava za pravljenje peciva, koje je navodno prodavala u gradu.[180]
- Aprila 2012. godine, Jieming Liu, 79, optužen je da je ubio svoju ženu i pojeo deo njenog mesa u Šruzberiju u Masačusetsu. Par je emigrirao iz Kine u novembru 2011.[181]
- Policija u Majamiju, Florida, 26. maja 2012. godine pucala je i ubila Rudija Judžina (31), nakon što je pronađen na nasipu dok nag jede lice beskućnika Ronalda Popa (65) koji je preživeo napad. Policija je verovala da je Judžin bio pod uticajem sintetičke droge, ali je obdukcija Judžina pokazala samo marihuanu u njegovom organizmu. Sigurnosna kamera u sedištu Majami heralda uhvatila je napad uživo na filmu, koji je brzo počeo da kruži internetom. Popo je imao operaciju lica od napada i još je bio na lečenju godinu dana nakon istog.[182][183]
- U julu 2012. godine, 29 članova kulta kanibala uhapšeno je na severoistoku Papue Nove Gvineje nakon što su pojeli najmanje sedam ljudi (četiri muškarca i tri žene) za koje se veruje da su čarobnjaci.[184][185]
- Dana 26. decembra 2012, Mridul Kumar Batačarija (Mridul Kumar Bhattacharya) i njegova supruga Rita Batačarija koji su posedovali čajne bašte u Asamu, Indija, ubijeni su od strane besne gomile radnika. U incidentu je kasnije prijavljen kanibalizam.[186]
- Dana 10. januara 2013. godine, kineski kanibal Džang Jongming, star 57 godina, pogubljen je zbog svojih zločina. Meso žrtava prodavao je kao "nojevo meso" i držao očne jabučice u vinu.[187][188]
- Dana 17. marta 2013. 47-godišnji muškarac je unakazio, seksualno napao i pojeo komade 77-godišnje žene u Nort Beju, Ontario. On je navodno patio od teške depresije i sud je utvrdio da je njegov napad izvršen tokom psihotičnog incidenta, zbog čega nije krivično odgovoran.[189]
- Maja 2013. godine, tokom građanskog rata u Siriji, pobunjenik po imenu Abu Sakar snimljen je kako seče telo palog neprijateljskog vojnika i ujeda mu jedan od organa; nejasno je u šta je zagrizao.[190]
- Bi-Bi-Si je 13. januara 2014. izvestio da je hrišćanin sa nadimkom „Besni pas“ pojeo stopalo svog muslimanskog rivala tokom sukoba u CAR.[191]
- Dana 15. septembra 2014. godine, muškarac iz Džefersonvila, Indijana, ubio je i pojeo delove svoje devojke.[192]
- Dana 31. oktobra 2014. godine, gomila je kamenovala do smrti, spalila, a zatim pojela osumnjičenog pobunjenika Savezničkih demokratskih snaga u gradu Beni u Demokratskoj Republici Kongo. Incident je usledio nakon brojnih racija SDS-a, koji su u oktobru poveli broj civilnih žrtava na preko 100 ljudi.[193]
- Dana 6. novembra 2014, Metju Vilijams (34) je navodno pronađen kako jede lice svoje 22-godišnje žrtve u sobi hotela Sirhovi Arms u selu Argoed, blizu Blekvuda, Južni Vels, Ujedinjeno Kraljevstvo.[194]
- Reutersov izveštaj je 6. januara 2015. otkrio da su meksički karteli La Familia Michoacana i Vitezovi templari terali potencijalne regrute da jedu srca svojih žrtava kao deo obreda inicijacije.[195]
- Novembra 2015. godine policija u Bandar Lampungu (Indonezija) uhapsila je 30-godišnjeg Rudija Efendija i njegovu suprugu Nuriju pod sumnjom da su ubili i kastrirali muškarca kojeg je Nurija optužila da ju je silovao. Skuvali su i pojeli penis.[196]
- Dana 10. jula 2016, jedan Amerikanac, zajedno sa 10 svojih prijatelja, legalno je jeo takose napravljene od sopstvene noge. Noga je amputirana 3 nedelje ranije, nakon što mu stopalo nije zaraslo nakon nesreće na motociklu pre dve godine. Čovek je pitao svoje prijatelje: „Setite se kako smo uvek pričali o tome kako biste, ako bismo ikada imali priliku da etički jedemo ljudsko meso, to uradili?“, i to je dovelo do toga da su prijatelji delili meso isečeno sa njegovog amputiranog stopala. Detalji ovog incidenta objavljeni su na Reditu 2018.[197]
- Dana 16. avgusta 2016, devetnaestogodišnji student Državnog univerziteta Floride Ostin Haruf je izbo na smrt par, Mišel Miškon i Džona Stivensa, u njihovoj garaži i počeo da jede Stivensovo lice pre nego što su ga nadležni prekinuli.[198]
- Policija je 2017. godine uhapsila grupu kanibala i sudila im je u Južnoj Africi.[199]
- U dokumentarnoj seriji CNN-a pod naslovom Vernici, novinar Reza Aslan je progutao deo ljudskog mozga koji mu je predstavila hinduistička sekta Aghori.[200]
- Novinar Hesus Lemus Barahas tvrdio je u intervjuu 2017. godine da je bio svedok kako je kralj Los Zetas kartela Heriberto Laskano Laskano jeo meso sa zadnjice neprijatelja koje je osudio na smrt. Prema Barahasu, pre nego što su umrle, žrtve su bile primorane da se kupaju dva sata i da im daju viski kako bi smanjili nivo adrenalina i omogućili da se meso oslobodi stresa. Tada bi ih ubijali što je pre moguće, a zadnjicu bi im servirali u Laskano u tamalesu ili na tostu.[201]
- Avgusta 2017. godine, čovek iz Kolhapura ubio je svoju majku i pojeo njeno srce sa čatnijem i biberom.[202]
- Septembra 2017. godine, Dmitrij Bakšejev (35) i Natalija Bakšejeva (42) uhapšeni su u Krasnodaru u Rusiji zbog sumnje da su počinili više od 30 kanibalističkih ubistava.[203]
- Ruski serijski ubica Eduard Seleznjev uhapšen je u martu 2018. godine i ubrzo je utvrđeno da je ubio tri osobe pre nego što je njihova tela pretopio u tečnost i konzumirao.[204]
- Otac i sin su 30. oktobra 2018. godine privedeni u Saltivki, u Harkovu, nakon što su optuženi da su odrubili glavu bivšem policajcu, starom 45 godina, i pojeli njegovo telo.[205]
- Februara 2019. godine, Alberto Sančez Gomez je uhapšen u Madridu, u Španiji, kada je sam priznao da je ubio svoju 66-godišnju majku, isekao njeno telo na 1000 komada i podelio meso sa svojim psom da jede.[206]
- Decembra 2019. godine, unakaženo telo Kevina Bejkona, 25-godišnjeg frizera iz Svarc Krika u Mičigenu, pronađeno je obešeno sa plafona u kući čoveka koga je upoznao u aplikaciji za gej sastanke Grindr. Navodni ubica, koji ima problema sa mentalnim zdravljem, rekao je da je odsekao i pojeo Bejkonove testise.[207]
- Oktobra 2022. godine, par (Bhgaval Sing i Lejla), zajedno sa saučesnikom (Muhamed Šafi), uhapšeni su u Kerali, Indija, zbog prinošenja ezoteričnih ljudskih žrtava. Tokom ispitivanja otkriveno je da su ubili dve žene, a da su kasnije kuvali i jeli delove tela žrtava u nadi za zdravlje i blagostanje.[208][209][210]